# Хайдути (стихотворение)
„Хайдути“ е поема от Христо Ботев. Предполага се, че стихотворението е публикувано през 1871 г. За първи път е публикувано във вестник „Дума на българските емигранти“.
Стихотворението или не достига до съвременните читатели в завършен вид, или то никога не е придобило такъв. По думи на Захари Стоянов, Ботев често декламирал „Хайдути“ пред свои приятели, текстът съдържал 6 части, в които се описвал целият живот на Чавдар войвода. Днес от тези части са известни само две.